# SN 2007lp
SN 2007lp – supernowa typu Ia odkryta 3 października 2007 roku w galaktyce A224341+0025. W momencie odkrycia miała maksymalną jasność 22,20m.